# 成德 (鈕祜祿氏)
成德（1728年—1804年），鈕祜祿氏，清朝政治人物，歷任駐藏大臣。為孝全成皇后之曾祖父。
初入锐健营为前锋。参与西征准噶尔、叶尔羌，有功。乾隆二十六年（1761年），任藍翎長。次年，升任副前鋒校。乾隆二十九年（1764年），任前鋒校。乾隆三十二年（1767年），任委署前鋒參領，跟随明瑞征缅甸。乾隆三十五年（1770年），任四川城守營參將。乾隆三十七年（1772年），任貴州定廣協副將，跟随温福征小金川，攻打斯当安、巴郎拉。乾隆三十八年（1773年），任四川川北鎮總兵。后因美诺失守，革职留任。平定小金川后，恢复原官。乾隆四十一年（1776年），任領隊大臣。乾隆四十四年（1779年），署四川提督。乾隆四十六年（1781年），任四川提督。征准噶尔、叶尔羌、缅甸、大小金川立功，赐号赛尚阿巴图鲁。图形紫光阁，列为前五十功臣之一。乾隆五十三年（1788年），以廓尔喀入侵后藏，受命入藏，为参赞大臣，隨鄂輝巴忠征討後藏巴勒布。乾隆五十五年（1790年），任成都將軍。乾隆五十七年（1792年）廓尔喀再次入侵后藏，成德奉命与鄂辉率兵抵抗获胜。因失战机夺将军，予副都统衔。廓尔喀降，任驻藏帮办大臣。图形紫光阁，列前十五功臣。乾隆五十九年（1794年），署杭州將軍。嘉慶元年（1796年），署荊州將軍。参与镇压白莲教起义，擒张正谟，因纵敌罪夺勇号。嘉庆九年（一说嘉庆四年）病故后，諡威恪。因曾孙女为道光帝皇后，追封三等承恩公。
有子艾圖布、德克金布、穆克登布。